# Жан-П'єр Кларі де Флоріан
Жан-П'єр Флоріа́н (фр. Jean-Pierre Claris de Florian; 6 березня 1755 — 13 вересня 1794) — французький поет. Збірка його байок вийшла 1792 p.; як і інші його твори, байки Флоріана містили ідилічні, пасторальні мотиви. Найбільш відомий його твір — вірш «Насолода кохання», який став популярним романсом на музику Жана-Поля Мартіні.